# Још једна прича о Пепељуги
Још једна прича о Пепељуги (енгл. Another Cinderella Story) амерички је филм из 2008. чији је режисер Дејмон Сантостефано, са главним ликовима које тумаче Селена Гомез, Дру Сили и Џејн Линч. Представља наставак филма Прича о Пепељуги и други филм из истоименог филмског серијала. Филм је изашао 16. септембра 2006. путем ДВД издања.
Наставак филма носи назив Прича о Пепељуги: Једном давно у песми.

## Прича
Овај филм представља упознавање Пепељугине бајке у модерном окружењу са Мери Сантјаго, средњошколком са амбицијама да постане плесачица, која преузима улогу Пепељуге. Тами, једина Мерина пријатељица служи као добра вила. Окрутни, самопоуздани, и опуштена поп певачица Доминика Блат преузима улогу маћехе, иако је само њен законски старатељ и Мерина мајка је била једна од Доминикиних плесачица када је умрла; Доминика је преузела Мери као њеног законског старатеља и претворила је у помоћ коју је унајмила. Агресивна, изузетно опседнута и подједнако иста Брит и ваздушна глава Бри служе као две полу сестре, а Џои Паркер, сада позната звезда и поп звезда, се вратио у школу своје последње године и запамтио зашто је почео да плеше, делује као принц Чарминг. Школски плес замењује лопту, са улогом стаклене ципеле испуњеног од стране Зуне-а.

## Улоге
| Име лика        | Глумац               |
| --------------- | -------------------- |
| Мери Сантјаго   | Селена Гомез         |
| Џои Паркер      | Дру Сили             |
| Доминик Блет    | Џејн Линч            |
| Брит Блет       | Емили Перкинс        |
| Бри Блет        | Кетрин Изабел        |
| Тами            | Џесика Паркер Кенеди |
| Дастин          | Маркус Т Полк        |
| Наталија Фаруш  | Никол Лаплека        |
| Иви Паркер      | Линда Бојд           |
| Род Паркер      | Гарвин Сандфорд      |
| Ли-ха           | Колин Фу             |
| Реџина Критикос | Камил Мичел          |
| Морис           | Зун                  |
| фотограф        | Едврин Сатон         |
| Лајза Бел       | Брук Бел             |

## Рецензије
Амбер Вилкинсон од Eye for Film је дала филму, четири од пет звезда и похвалила музичке аспекте, рекавши да су „број песама и плеса толико добро обрађени и привлачни, штета што их више нема”. Међутим, она је такође рекла да су „ликови толико танки који једва бацају сенку”. Док Вилкинсонова каже да је филм потпуно другачији од Приче о Пепељуги, Лејси Вокер, која је прегледала за Christian Answers, примећује неколико аспеката два филма који су били директно паралелни једни према другима. Вокерова је такође дала три од пет звезда, похваливши сценарио, рекавши да су писци „пресавили ову причу са изненађујућом дозом хумора и неким угодним плочама”. Међутим, Вокерова је посебно критиковала „очигледно очигледну” разлику у старости између петнаестогодишње Селене Гомез и двадесетпетогодишњег Дру Силија.